# Piero Coppola
Piero Coppola (Milaan,  11 oktober 1888 – Lausanne, 17 maart 1971) was een Italiaans dirigent, pianist en componist.

## Levensloop
Piero werd geboren binnen een muzikaal gezin. Zijn beide ouders waren zangers. Hij zat al op zijn zevende achter de piano. Hij studeerde aan het Conservatorium van Milaan en studeerde daar in 1910 af op gebied van pianospel en compositieleer. Al in het volgende jaar stond hij de boek van het Teatro alla Scala in zijn geboortestad, hij was assistentdirigent. In 1909 vond al zijn eerste optreden plaats in Turijn. Hij zag in 1910 Claude Debussy zijn Ibéria en Prélude à l'après-midi d'un faune in Turijn dirigeren en werd daardoor beïnvloed. Hij ging in Brussel werken om vervolgens tijdens de Eerste Wereldoorlog uit te wijken naar Scandinavië. Daarna ging hij in Londen en ook Frankrijk werken. In dat laatst land was hij van 1923 tot 1934 artistiek leider van La voix de son maître, de Franse tak van de Gramophone Company. In 1924 werd hem door Sylvia Beach gevraagd of hij een opname wilde verzorgen van Ulysses van James Joyce. Coppolo kwam met bezwaren als, dat zij voor de kosten moest opdraaien en dat het niet uitgegeven mocht worden door His Master's Voice. Van Coppola als dirigent is enige discografie bekend met werken van diezelfde Claude Debussy (onder andere eerste opname van La Mer) en Maurice Ravel (onder andere eerste opname van Bolero en Le tombeau de Couperin). Zijn werk binnen de Franse klassieke muziek werd algemeen gewaardeerd, maar ook door bijvoorbeeld Debussy zelf. Zijn opname van Le tombeau de Couperin leverde hem een Grand Prix du Disque van 1932 op. In datzelfde jaar verzorgde hij de eerste opname van het Derde pianoconcert van Sergej Prokofjev met de componist achter de piano. Coppola's opname uit 1938 van Debussy's Nocturnes werd destijds als een van de beste beschouwd. In 1949 was hij voor het laatst in de studio te vinden voor opnamen van werken van Robert Schumann en Georg Friedrich Händel. Ook die opnamen leverden hem Grand Prix du Diques op. Hij trok zich daarna terug uit de muziekwereld.
Hij stierf in Lausanne, Zwitserland.

## Oeuvre en optredens
Coppola componeerde een tweetal opera's, een symfonie en enig korter werk, dat ook wel gerecenseerd werd als sterk ritmisch. In 1982 verscheen van Coppola's hand een boek onder de titel Dix-sept ans de musique a Paris.
Enkele optredens:
- 11 november 1916: assistentie bij een concert van Dagny Knutsen met onder anderen Johan Halvorsen en diens orkest van het Nationaltheatret te Oslo.
- januari 1917: hij begeleidde violiste Gunn Breuning in werk van onder meer Henri Vieuxtemps in de concertzaal van Brødrene Hals in Oslo.
- 21 maart 1918: aula van de Universiteit van Oslo; hij begeleidde samen met bariton Carl Richter in het concertdebuut van Kristen Flagstad.[3]
- 2 april 1919: aula van de Universiteit van Oslo als dirigent in werken van onder meer Debussy; andere medewerkenden Lina Ravelli (zangeres) en Ernesto Ballarini; uitgevoerd werden tevens Twee gedichten voor viool en piano (Duo poemi pur violino e piano: Lento en violento) van de pianist-dirigent zelf.[4]

- Bibsys: 8023028
- Biblioteca Nacional de España: XX915324
- Bibliothèque nationale de France: cb138927278 (data)
- CiNii: DA12338933
- Gemeinsame Normdatei: 122480686
- Historisch woordenboek van Zwitserland: 043161
- International Standard Name Identifier: 0000 0000 8700 8179
- Library of Congress Control Number: n83133751
- MusicBrainz: 40f14faf-4b02-485b-a74b-6469c5d724c4
- Nationale Bibliotheek van Tsjechië: xx0155635
- Nationale Bibliotheek van Israël: 987007274994805171
- Nederlandse Thesaurus van Auteursnamen: 108299600
- Istituto Centrale per il Catalogo Unico: CUBV046845
- SNAC: w64j391w
- Système universitaire de documentation: 050577921
- Virtual International Authority File: 74037111
- WorldCat: E39PBJghjPRX8CVxqqCmvr7fv3